# Sony Sports Network
Sony Sports Network, también conocido como Sony TEN, es un grupo de canales de televisión por suscripción de temática deportiva de la India propiedad de Culver Max Entertainment (antes Sony Pictures Networks India).
El canal TEN Sports original fue establecido por primera vez el 1 de abril de 2002 por Abdul Rahman Bukhatir. Fue adquirido por Essel Group en 2010 y fue añadido al canal existente de Essel (Zee Sports), lanzado en 2005. Después de la adquisición, Zee lanzó dos nuevos canales, TEN Cricket y TEN Golf, y renombró Zee Sports como TEN Action.
En agosto de 2016, Sony Pictures Networks India adquirió todos los canales de deportes bajo la marca Zee de Essel. En 2017, las redes se fusionaron formalmente con los canales Sony ESPN y Sony Six existentes de Sony como Sony Pictures Sports Network, y los canales TEN se renombraron como Sony TEN. Luego, los canales se renombraron como Sony Sports Network en octubre de 2022, y los cinco canales ahora llevan el prefijo "Sony Sports Ten".

## Historia
En enero de 2001, se formó Taj Television Ltd. en Dubai con Abdul Rahman Bukhatir como patrocinador. Bukhatir tenía varios intereses comerciales y era conocida por transformar a Sharjah en un importante lugar de cricket internacional. La empresa lanzó el canal como TEN Sports (como parte de su Taj Entertainment Network) el 1 de abril de 2002. En marzo de 2004, la empresa estaba dirigida por Chris McDonald como CEO y tenía 100 empleados.
En junio de 2005, Zee Telefilms Limited lanzó Zee Sports, supuestamente el primer canal deportivo privado de la India. Zee Telefilms adquirió una participación del 50% en TEN Sports por 800 millones de rupias en 2006 y finalmente adquirió el resto de sus operaciones en la India en 2010. La venta no incluyó sus operaciones en Pakistán, que Essel Group retuvo a través de la filial Tower Sports.
En 2010, Zee cambió el nombre de Zee Sports a Ten Action, que presentaba deportes de aventura y contenido que no era de cricket. En 2011, Zee lanzó un nuevo canal llamado Ten Cricket, exclusivamente para partidos de cricket. En marzo de 2016, todos los canales de la cadena Zee se renombraron como Ten 1, Ten 2 y Ten 3 respectivamente.
En agosto de 2016, Sony Pictures Networks India anunció su intención de adquirir las redes deportivas de Zee por 385 millones de dólares; la primera fase de la venta, que incluyó participaciones de capital en las sociedades de cartera Taj Television (India) Pvt. Ltd. y parte de Taj TV Limited Mauritius, se completó en febrero de 2017 por 350 millones de dólares estadounidenses. El 18 de julio de 2017, todos los canales de deportes de Sony en la India fueron rebautizados como Sony TEN y también se lanzaron fuentes de alta definición de Sony TEN 2 y 3. El resto de la venta se completó en septiembre de 2017.
Las señales, junto con las nuevas hermanas Sony Six y Sony ESPN, fueron nombradas bajo la marca general Sony Pictures Sports Network y comenzaron a cambiar gradualmente su marca como Sony Sports en 2020. Sony ESPN se cerró el 30 de marzo de 2020.
En junio de 2021, Sony lanzó Sony TEN 4, que transmite en los idiomas telugu y tamil. El actor Rana Daggubati se desempeñó como embajador promocional del lanzamiento de la red.
El 24 de octubre de 2022, Sony Pictures Sports Network pasó a llamarse Sony Sports Network, como parte de un cambio de marca más amplio de todos los canales de Culver Max Entertainment bajo versiones de la marca de televisión global de Sony. Sus canales también se renombraron con el nuevo prefijo "Sony Sports Ten", y Sony Six se introdujo bajo la marca Ten por primera vez como Sony Sports Ten 5.

## Canales

### Sony Sports Ten 1
Sony Sports Ten 1 es un canal en inglés que transmite eventos del Campeonato Mundial de Atletismo, los Juegos Asiáticos, los Juegos de la Mancomunidad y los Juegos Sukma. Su programación también incluye transmisiones en directo de eventos de tenis, rally, carreras de caballos, voleibol de playa y baloncesto.Raw y SmackDown actualmente se transmiten en vivo semanalmente, junto con NXT, Main Event, Sunday Dhamaal y todos los eventos premium en vivo.

### Sony Sports Ten 2
Sony Sports Ten 2 es un canal en inglés que transmite partidos de fútbol de las ligas europeas como la Bundesliga, DFB-Pokal, Supercopa de Alemania, los torneos de clubes y selecciones de la UEFA y el torneo MMA Ultimate Fighting Championship (UFC).

### Sony Sports Ten 3
Sony Sports Ten 3 es un canal en hindi que transmite partidos de cricket de las federaciones de dicho deporte de Pakistán, Sri Lanka e Inglaterra. También emite partidos de fútbol. Sony Ten 3 y Sony Ten 3 HD transmiten peleas de la UFC en formato SD y HD respectivamente en idioma hindi. También da cobertura a WWE con comentarios en hindi. 

### Sony Sports Ten 4
Sony Sports Ten 4 es un canal en telugu y tamil lanzado el 1 de junio de 2021. Cuenta con relatos de WWE en esos idiomas.

### Sony Sports Ten 5
Sony Sports Ten 5 es un canal en inglés lanzado originalmente como Sony Six en abril de 2012, antes de la adquisición de TEN. Históricamente ha presentado cricket internacional.

## Antiguos canales

### Sony ESPN
Sony KIX fue lanzado el 8 de abril de 2015 por lo que ahora es Sony Pictures Networks India. Fue el segundo canal de televisión deportivo lanzado por la compañía después de Sony Six. El canal fue rebautizado como Sony ESPN el 17 de enero de 2016.

Logo de Sony ESPN

Sony y ESPN se asociarían en el desarrollo de sitios web y aplicaciones, con ESPN proporcionando y produciendo contenido como cricket, fútbol, tenis, baloncesto, bádminton, hockey sobre césped, golf, rugby, automovilismo y otros eventos. Sony Six y Sony ESPN, que se lanzaron antes de la compra de Ten por parte de Sony, se convirtieron efectivamente en parte del grupo cuando se completó la adquisición. Sony ESPN se cerró el 31 de marzo de 2020.

### Sony Ten Golf
Era un canal HD centrado en el golf lanzado el 7 de octubre de 2015. Tenía los derechos de transmisión del European Tour, Asian Tour, Ryder Cup, LPGA Tour, Royal Trophy, PGA Championship, Senior PGA Championship, Professional Golf Tour of India, y el Ladies European Tour. El canal cesó operaciones el 31 de diciembre de 2018.